# Azbest
Azbest (starogrčki: ἄσβεστος, asbestos;„vječito”, amfibolni azbest) je prirodni, vlaknasti mineral (kao pamučna vlakna) iz skupine silikata (kalcijevih, magnezijevih i željeznih). Nalazi se u prirodi, ima malenu toplinsku i električnu vodljivost, otporan je na visoke temperature. Rabi se u proizvodnji toplinske i električne izolacije i za izradu zaštitne vatrogasne odjeće i obuće. Dugo je bio na glasu kao "čudo od vlakna" zbog svoje čvrstoće, otpornosti na toplinu i kiselinu, te izolacijskih svojstava. Zbog opasnosti po zdravlje (kancerogen je), azbest je sada zabranjen u brojnim državama, a među njima je i Hrvatska. U nekim malim granama privrede se i dalje rabi, pod strogim oprezom i kontrolom, jer mu nema zamjenskoga tehničkoga materijala.

Najpoznatiji i najrašireniji je magnezijski silikat s vodom (H4Mg3Si2O9).
Minerali koje ubrajamo u azbest su: krokidoliti iz skupine amfibola, krizotili (serpentinska grupa), grunerit, antofilit i aktinolit.

## Utjecaj na zdravlje
Poznato je da sve vrste azbestnih vlakana izazivaju ozbiljnu opasnost po zdravlje ljudi i životinja. [97] [98] [99] Amosit i krocidolit smatraju se najopasnijim vrstama azbestnih vlakana; međutim, krizotilni azbest također je proizveo tumore kod životinja te je priznati uzrok azbestoze i malignog mezotelioma kod ljudi, a mezoteliom je primijećen u ljudi koji su bili profesionalno izloženi krizotilu, članovi obitelji profesionalno izloženi i stanovnici koji su živjeli u blizini tvornica i rudnika azbesta.
Tijekom 1980.-ih i opet u 1990.-im, ponekad se sugeriralo da bi proces proizvodnje azbestnog cementa mogao "neutralizirati" azbest, bilo kemijskim postupcima, bilo uzrokujući vezanje cementa na vlakna i promjenu njihove fizičke veličine; naknadne studije pokazale su da to nije istina i da desetljećima star azbestni cement, kad se slomi, oslobađa azbestna vlakna identična onima koja se nalaze u prirodi, bez zamjetljivih promjena.
Izloženost azbestu u obliku vlakana uvijek se smatra opasnom. Rad s materijalima koji su lomljivi ili izloženost njima, ili materijali ili radovi koji bi mogli uzrokovati oslobađanje labavih azbestnih vlakana, smatra se visokim rizikom. Općenito, ljudi koji se razbole od udisanja azbesta redovito su bili izloženi na poslu na kojem su radili izravno s materijalom.
Najčešće bolesti povezane s kroničnom izloženošću azbestu su azbestoza i mezoteliom.